# カービー・ジーベンマン不変量
数学では、カービー・ジーベンマン不変量(Kirby–Siebenmann invariant)、あるいはカービー・ジーベンマン類(Kirby–Siebenmann class)は、位相多様体(topological manifold)が区分線形構造(piecewise linear structure)（PL構造）を持つと、0 となるような 4次コホモロジー群
{\displaystyle e(M)\in H^{4}(M;\mathbf {Z} _{2})}
の元である。命名は、ロビオン・カービー(Robion Kirby)とラリー・ジーベンマン(Larry Siebenmann)に因む。

## 参照項目
- 主予想（英語版）(Hauptvermutung)